# Mächtiges Mutterland

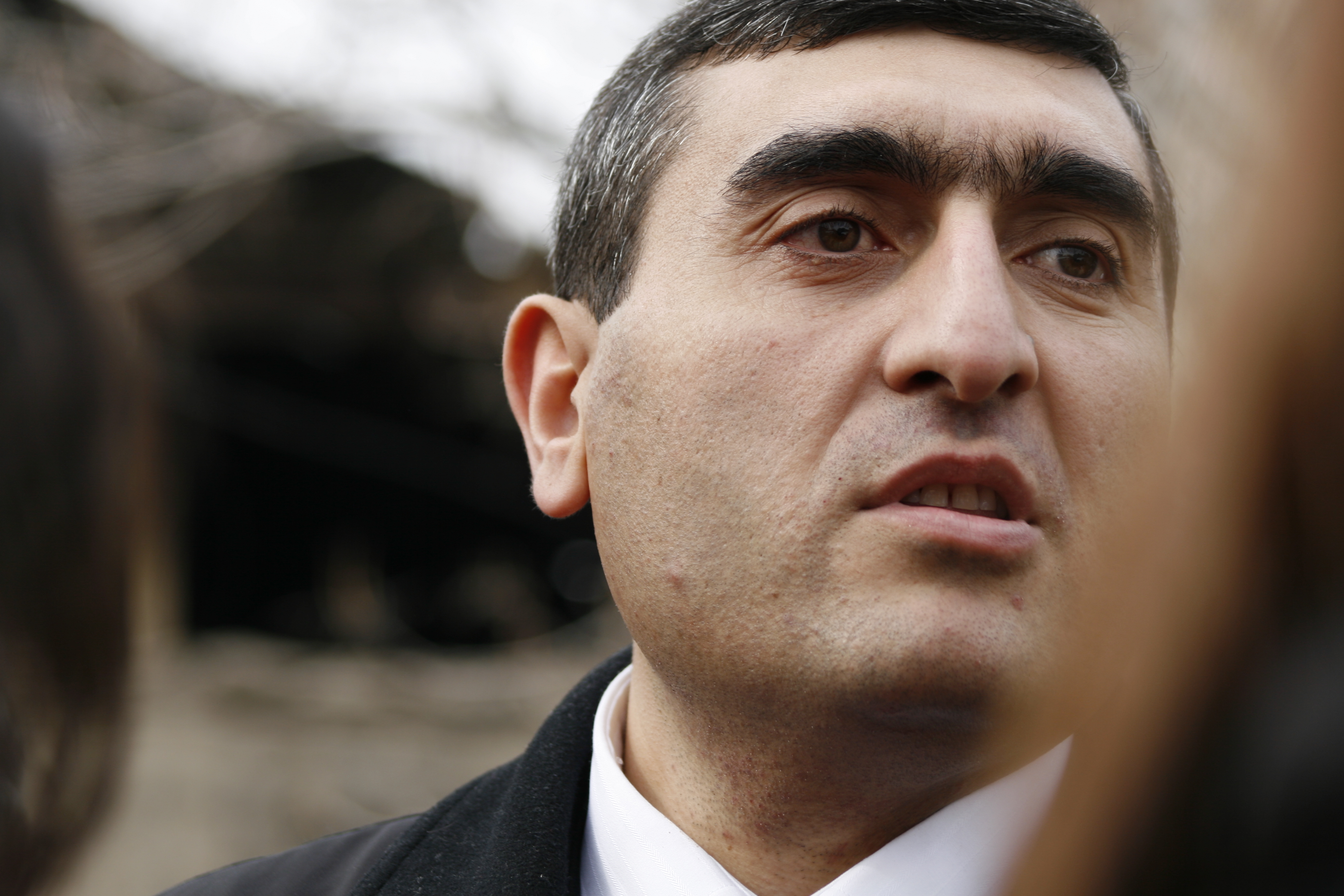
Schirak Torosjan (2009)

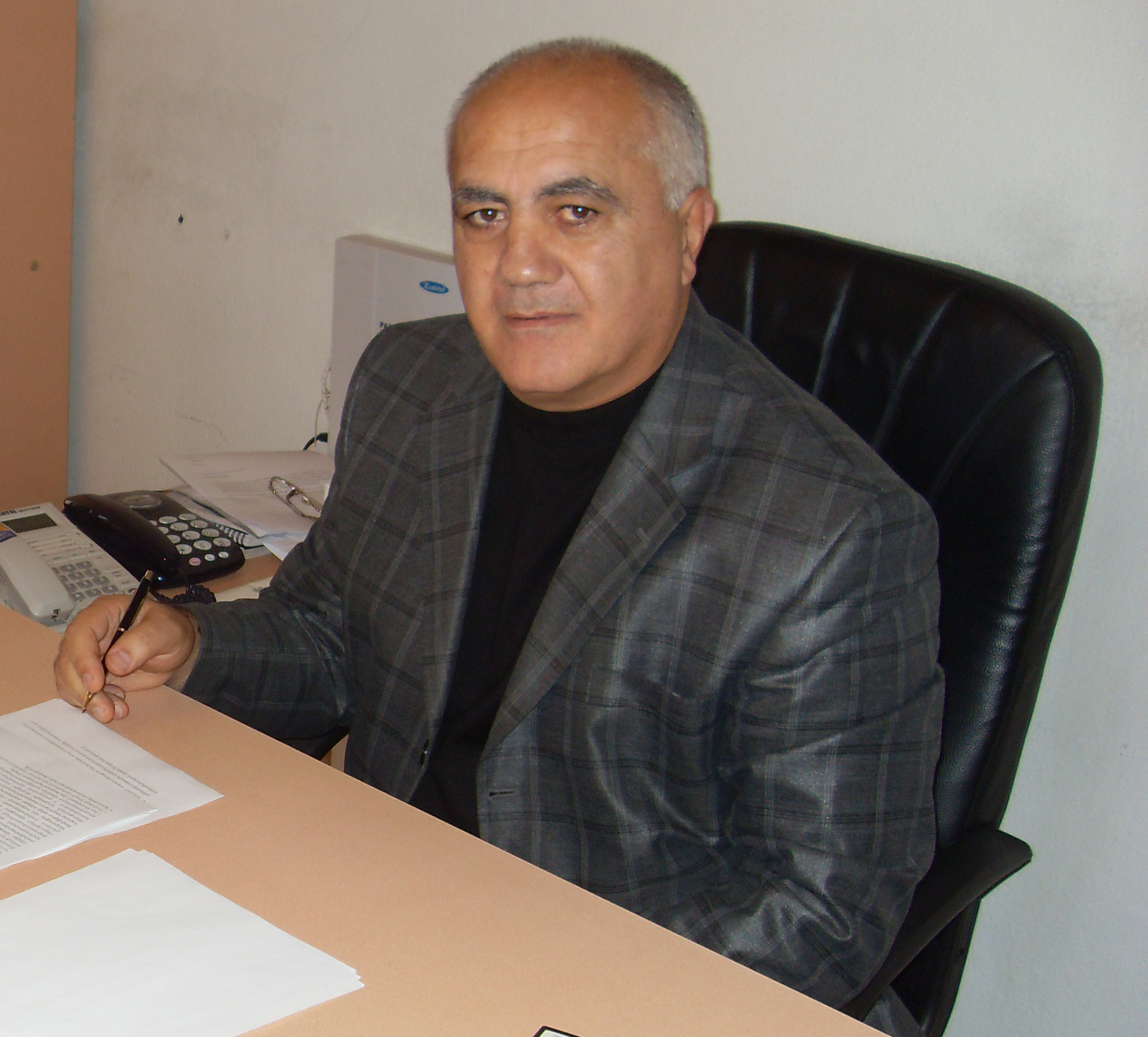
Stepan Margarjan (2009)

Mächtiges Mutterland (armenisch Հզոր Հայրենիք Hsor Hajrenik), auch Mächtiges Vaterland, ist eine kleinere politische Partei in Armenien. Sie setzt sich insbesondere für die Interessen von Armeniern aus der zu Südgeorgien gehörenden Region Dschawachetien ein, woher auch der Parteivorstand traditionell stammt, und stellt seit 2007 vereinzelt Abgeordnete in der Nationalversammlung.

## Geschichte
Die Partei wurde im Frühling 1997 gegründet, im Februar 1998 offiziell registriert und gab ab 1998 eine eigene Parteizeitung mit dem Titel Eine mächtige Heimat. Offizielle Zeitung der Partei „Mächtiges Mutterland“ heraus (Հզոր հայրենիք: «Հզոր հայրենիք» կուսակցության պաշտոնաթերթ). Herausgeber war Wahan Saghateljan. Schon damals zählte der spätere langjährige Abgeordnete Schirak Torosjan zum Vorstand der Partei, welcher 2006 Vize-Vorsitzender wurde.
Zum Wahlkampf der Partei 2003 fasste ein Bericht von Eurasianet.org zusammen: „In ihrem Wahlkampf betont die Partei die Bedeutung von strukturellen Veränderungen in der regionalen und lokalen Verwaltung. Sie will die Verbindungen mit der armenischen Gemeinschaft in der GUS und im Ausland stärken und armenische Geschäftsleute nach Armenien zurückholen.“ Im Herbst 2006 erklärte Torosjan, dass seine Partei mit der Partei Ramkawar Asatakan kooperiere, da man sich „hauptsächlich im Zusammenhang mit dem Schutz der [armenischen] Diaspora in den GUS-Ländern“ einig sei.
Mit Torosjan als zunächst einzigem Abgeordneten gelang der Partei im Jahr 2007 durch Partizipation an der proportionalen Wahlliste der Republikanischen Partei Armeniens erstmals der Einzug ins Parlament. Auf die gleiche Weise gelang Torosjan 2012 der Wiedereinzug, während sein Parteikollege Stepan Margarjan, ebenfalls Vize-Parteivorsitzender, den Einzug durch Teilnahme an der Wahlliste von Blühendes Armenien erreichen konnte. Bei der Parlamentswahl 2017 zog wiederum nur Torosjan ins Parlament ein, erneut über die Wahlliste der Republikanischen Partei. Am 18. Mai 2017 verließ Torosjan Mächtiges Mutterland und trat den Republikanern bei. Nach der Samtenen Revolution 2018 verließ er jedoch am 29. Mai 2018 die Fraktion der Republikaner, sowie die Republikanische Partei selbst, und blieb fraktionslos. Daraufhin trat er wieder in Mächtiges Mutterland ein. Zur vorgezogenen Parlamentswahl 2018 schloss er sich Nikol Paschinjans Parteienbündnis der Mein-Schritt-Allianz (IKD) an und zog über dessen Wahlliste als Abgeordneter ins Parlament. Er ist seitdem Fraktionsmitglied der IKD.

## Abgeordnete in der Nationalversammlung
- Stepan Margarjan (2012–2017)
- Schirak Torosjan (seit 2007)[6]